# Borbély Andor (térképész)
Tordai Borbély Andor (Kaposvár, 1896. január 10. – Budapest, 1972. május 12.) gimnáziumi földrajztanár, térképész.

## Életútja
Unitárius nemesi család sarja, Borbély Albert állampénztári főtanácsos és Kulcsár Gizella fia. Nagyenyeden tette le az érettségi vizsgát 1914-ben, majd az első világháborúban a 21. honvéd gyalogezred tartalékos hadnagya volt 1914–1918 között. 1918-ban szerezte meg a kolozsvári Ferenc József Tudományegyetemen földrajz szakos tanári diplomáját, majd 1922-ben a Szegedre menekült kolozsvári Ferenc József Tudományegyetemen nyert bölcsészdoktori oklevelet. 1918–1920 között a kolozsvári unitárius kollégium gyakorló tanára és internátusi felügyelője volt. Ezt követően Budapestre költözött, ahol a Népies Irodalmi Társaság titkára, és a Társaság megbízásából a Szegeden felállított Székely Egyetemi Hallgatók Internátusának vezetője volt. 1920–1930 között tanársegédként dolgozott a szegedi Ferenc József Tudományegyetem Földrajzi Intézetében, majd 1930–1934 között mint a Collegium Hungaricum tagja térképészettörténeti kutatásokat végzett Bécsben. Miután visszatért Magyarországra, 1934–1936 között a kecskeméti állami reáliskola helyettes tanára volt, 1936–1945 között pedig az újpesti, a jászberényi, végül a budapesti Kölcsey Ferenc Gimnázium rendes tanára. 1945–1951 között a Magyar Tudományos Akadémia Földrajzi Könyv- és Térképtárának, az átszervezés után 1951–1958 között pedig az Magyar Tudományos Akadémia Földrajztudományi Kutató Csoportjának tudományos munkatársa volt. 1930–1934 között betöltötte a Bécsi Magyar Akadémikusok Egyesülete ügyvezető elnöki tisztét is.
Szerkesztette az Erdélyi Híreket és belső munkatársa volt az Erdélyi Tudósító című lapnak. Írásait és kartográfiai munkáit a következő lapok publikálták: Városkultúra (1932), Térképészeti Közlöny (1932–1937), Hadtörténeti Közlemények (1932–1940), Debreceni Szemle (1933), Földrajzi Közlemények (1933, 1955), Magyar Posta (1933), Természettudományi Közlöny (1934), Vasi Szemle (1934–1938).

## Fontosabb művei
- Pálháza környékének rhyolitos kőzetei (Egyetemi doktori értekezés is; Szeged, 1922)
- Magyarország első katonai felvétele II. József korában (Nagy Júliával; Collegium Hungaricum füzetei. 12. Budapest, 1932)
- Adatok Tokaj vára helytörténetéhez (Debreceni Szemle, 1933)
- Adatok a magyar várak és városok ábrázolásához a XVI–XVII. században (Hadtörténeti Közlemények, 1933)
- Kőszeg és környéke katonai térképeinken (Vasi Szemle, 1934)
- Kéziratos ábrázolások Buda visszafoglalásáról (Tanulmányok Budapest múltjából, 1936)
- Hazánk ismeretlen térképei a XVI. századból (Térképészeti Közlöny, 1936)
- Régi térképek a helyismeret szolgálatában (Jászberény, 1937)
- Régi térképeink adatai Szombathely helytörténetéhez (Vasi Szemle, 1938)
- Erdélyi városok képeskönyve 1736-ból (Erdélyi Tudományos Füzetek; Kolozsvár, 1943)
- Reguly Antal térképének szerepe az Észak-Urál megismerésében (Földrajzi Közlemények, 1955)
- Fényes Elek térképei (Földrajzi Értesítő, 1958)